# Avraham Klein
Avraham Klein, cunoscut în lume ca Abraham Klein (în ebraică: אברהם קליין, născut la 29 martie 1934 la Timișoara) este un arbitru israelian de fotbal, evreu originar din România, unul din cei doi arbitri de fotbal din Israel care s-au bucurat de o largă recunoaștere internațională. S-a distins, printre altele, ca arbitru la Campionatul Mondial de Fotbal 1970 în meciul însemnat din grupele preliminare dintre deținătoarea cupei mondiale, selecționata Angliei și echipa Braziliei, în meciul din sferturile de finală la Campionatul Mondial de Fotbal 1982, dintre echipele Italiei și Braziliei  și ca arbitru de tușă în meciul din finala acelui Mondial, între Italia și Germania, pe Stadionul Santiago Bernabéu din Madrid.

## Biografie

### Primii ani
Avraham Klein s-a născut în 1934 la Timișoara într-o familie de evrei vorbitori de limbă maghiară. Tatăl său, Vilmos Klein, originar din Budapesta, a fost fotbalist, jucător în echipa de rezervă a clubului de fotbal MTK Budapesta.Mama, de meserie croitoreasă, era originară din Transilvania. Când a avut 3 ani, tatăl a emigrat în Palestina. În copilărie Avraham a trăit în condiții materiale grele, pe strada Preyer din cartierul Iosefin, locuind în două camere împreună cu mama sa, cu bunicii din partea mamei, oameni foarte credincioși, și cu cinci surori ale ei. A învățat la Liceul evreiesc din Timișoara, unde l-a avut ca diriginte pe rabinul Ernest Neumann. La vârsta de 13 ani, cu consimțământul mamei sale, Klein a ajuns cu un tren organizat cu concursul organizației Joint, a Crucii Roșii și a guvernului olandez, împreună cu alți 500 copii evrei din România, la Apeldoorn în Olanda, unde a învățat și s-a pregătit pentru emigrarea în Palestina.
După un an, în octombrie 1948 el a emigrat în Israel, statul evreiesc de curând proclamat și aflat în plin război pentru independență. Tatăl său l-a așteptat la sosirea în portul Haifa. Întreaga familie a tatălui pierise în Holocaustul evreilor din Ungaria. Mama sa a sosit și ea mai târziu, dupǎ ce a fost internată într-un lagǎr în Cipru pentru o perioadǎ de timp de către britanici, împreună cu alți emigranți evrei. Klein a stat o vreme într-un kibuț, apoi s-a mutat la părinții săi la Haifa.

### Cariera de arbitru
Klein, înalt de 1,55 cm, a încercat să se afirme inițial ca fotbalist, dar nu a ajuns la performanțe deosebite. În timpul serviciului militar a mers într-o permisie la un croitor pe nume Jonas pentru a-și comanda o pereche de pantaloni. Acel croitor urma în acea zi să arbitreze un meci de fotbal între echipele unor întreprinderi și l-a invitat pe Klein să-l secondeze. Dar la un moment dat Jonas a suferit o entorsă la un picior, iar Klein a trebuit să-l înlocuiască. Acesta a fost debutul lui Klein în lunga cariera de arbitru. Ulterior el s-a perfecționat, a devenit arbitru autorizat și a făcut carieră în acest domeniu. În august 1964 întâmplarea a făcut ca la meciul pe care l-a arbitrat la Tzrifin în finala meciurilor între două echipe de militari în cadrul Cupei Șefului de Stat Major (Gevia Haramatkal) al Israelului (în care echipa tanchiștilor a învins pe cea a Aviației militare), calitățile profesionale ale lui Klein au fost remarcate de Robert Besson, membru de frunte al comisiei de arbitraj a FIFA, care a asistat la acel meci. Besson a recomandat invitarea lui Klein la arbitrarea unor jocuri internaționale de fotbal.   
Klein și-a început cariera internațională in anul 1965 când a arbitrat la Roma un meci din preliminarele Cupei mondiale între echipele Italiei și Poloniei (scor:6:1 pentru Italia), fiind apreciat în mod deosebit. În anul 1968 Klein a arbitrat in cadrul Olimpiadei de la Mexico City un meci dintre Spania și Brazilia , precum și meciul pentru medalia de bronz (în fața publicului mexican, la el acasă) dintre Mexic și Japonia.  
Profesionalitatea sa în meciurile de la Olimpiadă a dus la promovarea sa de către FIFA ca arbitru la Campionatul Mondial de Fotbal din anul 1970, care s-a ținut și el la Mexico. Prin tragere la sorți a fost ales să conducă meciul dintre echipa Braziliei în frunte cu Pele și care era considerată favorită
și echipa Angliei, care obținuse cupa mondială în 1966.
Meciul a avut loc pe Stadionul Jalisco din Guadalajara în fata a 66 000 spectatori, s-a încheiat cu victoria Braziliei 1:0. Momentele culminante ale jocului au fost golul victoriei al lui Jairzinho și apărarea faimoasă a porții engleze de către portarul Gordon Banks în fața loviturii cu capul a lui Pele.În cursul meciului brazilienii au pretins ca Klein i-a defavorizat, deoarece nu a fluierat pentru penalty atunci când un înaintaș brazilian a căzut. Klein a mai și prelungit jocul la peste 90 minute și într-un interviu după mulți ani, el a susținut ca jucătorii nu i-au auzit fluieratul final,si deoarece meciul era extraordinar de captivant i-a mai adăugat câteva minute. Klein a mai servit și ca arbitru de tușă în aceeasi grupa preliminară, în meciul dintre Brazilia și Cehoslovacia, câștigat de brazilieni cu 4:1.
La Mondialul din 1978, iarăși a arbitrat Klein câteva dintre meciurile cele mai însemnate ale campionatului, dintre țara gazdă, Argentina și Italia. Publicul argentinian a fluierat contra lui Klein dupa victoria Italiei cu scorul 1:0. Klein a arbitrat și jocul dintre Germania de vest și Austria, în care austriecii au surprins câștigând cu 3:2. 
Klein a fost principalul candidat la arbitrarea meciului final, dar candidatura sa a fost respinsă de argentineni care ajunsesera in finala si se temeau ca vor fi defavorizați de un israelian în meciul cu Olanda, fiind știute în acea vreme relațiile apropiate dintre Israel și Olanda. În cele din urmă Klein a fost ales pentru a arbitra jocul pentru locul al III-lea dintre Brazilia si Italia, in care Brazilia a invins cu scorul 2:1. 
Poate pentru a fi despăgubit, Klein a fost însărcinat cu conducerea în iunie 1979 a meciului dintre selecționata Argentinei și cea a Restului Lumii care s-a desfășurat la Buenos Aires in fața a 82 000 spectatori. În acest meci, pe care argentinenii l-au pierdut cu 1:2, Diego Maradona, al cărui carieră era în ascensiune, a marcat golul argentinian
În 1980 Klein a fost la Tokyo arbitrul finalei Cupei intercontinentale pentru echipe (Cupa Toyota) care s-a încheiat cu victoria echipei Nacional Montevideo în fața lui Nottingham Forest, cu 1:0 .
La Campionatul Mondial de fotbal din 1982 in Spania, Klein a fost mai întâi arbitru de tușă în jocuri din grupurile preliminare (Italia-Peru 1:1, și Brazilia-Noua Zeelandă4:0) 
La a doua etapă de jocuri Klein a arbitrat un meci care, poate, a fost hotărâtor, dintre Brazilia, care era candidata principală la cupă, și Italia. Meciul s-a încheiat cu victoria Italiei cu 3:2, ceea ce a dus la eliminarea Braziliei. Klein a fost arbitru de tușă în meciul final dintre selecționatele Italiei și Germaniei de vest. Italia a ajuns campioană învingând cu 3:1.
Meciul de rămas bun al lui Avraham Klein a fost organizat în 1986 la Haifa, unde echipa Maccabi Haifa a găzduit echipa F.C. Köln pe care a învins-o cu 2:1, dupa ce a fost condusă mult timp cu 1:0. Golurile israeliene au fost marcate de Ofer Mizrahi și Roni Rosenthal.
În ciuda succesului său internațional, Klein nu s-a bucurat de aceeași apreciere cand a fost arbitru în Liga A a Israelului , unde câteva decizii ale sale au trezit dispute și critici.Astfel, în semifinala Cupei de fotbal locale dintre Hakoakh Ramat Gan și Shimshon Tel Aviv pe Stadionul Blumfield din Jaffa, el a autorizat golul victoriei al celor de la Shimshon, după ce mingea a trecut în mod clar linia externă înainte de marcarea golului. 
La un alt meci, dintre Maccabi Tel Aviv si Betar Ierusalim, Klein a anulat un gol al Betarului, marcat de o stea de atunci a fotbalului israelian, Uri Malmilian, și a ordonat o lovitură de pedeapsă, pe care jucătorii de la Maccabi Tel Aviv au exploatat-o prin lansarea unui nou asalt care s-a încheiat cu un gol, în vreme ce fotbaliștii de la Betar încă jubilau ca urmare a golului ce li s-a anulat. A fost nevoie de intervenția poliției pentru a-l feri de fanii echipei Betar, și a trebuit să se refugieze în vestiar vreme de 4 ore. Ulterior, Klein a scris în memoriile sale că, desi hotărârea sa era justa, a făcut o greșeală că nu a oprit jocul la timp.  

### Viața particulară
Klein locuiește de la începutul șederii sale în Israel, în orașul Haifa  El are un fiu, Amit, și o fiică, Sharon, și cinci nepoate. Fiul său, Amit Klein, este și el un arbitru de fotbal cunoscut în Liga A a Israelului. În afara arbitrajului la nivel național și internațional, Klein a lucrat ca profesor de educație fizică într-o școală.
Klein are relații prietenești de ani de zile cu mai multe din vedetele fotbalului mondial, mai ales cu Pele.

## Premii și onoruri
- 1984 -  International Referee Special Award of FIFA

## Cărți
- 1995 - cu Rubi Shalev  - The Referee's Referee: Becoming the Best
- 2010 - Oman Hamashrokit (Master of the Whistle -(Artistul fluierului (de arbitru)), Editura Glory-  carte de amintiri